# Conversión digital-analógica
En los sistemas digitales, la información que se está procesando se presenta en forma binaria, para actuar sobre el medio externo, debe ser convertida a un valor de tensión analógica capaz de ser procesada por un sistema electrónico como elemento actuador.
Un ejemplo es la reproducción de música grabada en un disco compacto (CD). Para reproducir la música grabada en el disco compacto, debe ser convertida en una señal analógica y esta ser aplicada a los altavoces quienes convertirán las señales analógicas a través de sus movimientos mecánicos en señal audible.

## Conversión Digital-Analógica
El proceso es realizado por un conversor digital-analógico (CDA). Dicho proceso es justamente el inverso al que realiza el conversor analógico-digital (CAD). Se parte de muestras en formato digital (valores discretos), y éstas se deben convertir en una señal analógica (valores continuos).
El conversor D/A asocia a cada valor binario un nivel de tensión previamente establecido, y genera muestras de tensión utilizando dichos niveles, aplicando un intervalo de tiempo constante entre muestras.
| D | C | B | A | VSAL |
| - | - | - | - | ---- |
| 0 | 0 | 0 | 0 | 0V   |
| 0 | 0 | 0 | 1 | 1V   |
| 0 | 0 | 1 | 0 | 2V   |
| 0 | 0 | 1 | 1 | 3V   |
| 0 | 1 | 0 | 0 | 4V   |
| 0 | 1 | 0 | 1 | 5V   |
| 0 | 1 | 1 | 0 | 6V   |
| 0 | 1 | 1 | 1 | 7V   |
| 1 | 0 | 0 | 0 | 8V   |
| 1 | 0 | 0 | 1 | 9V   |
| 1 | 0 | 1 | 0 | 10V  |
| 1 | 0 | 1 | 1 | 11V  |
| 1 | 1 | 0 | 0 | 12V  |
| 1 | 1 | 0 | 1 | 13V  |
| 1 | 1 | 1 | 0 | 14V  |
| 1 | 1 | 1 | 1 | 15V  |

Para ello, se debe unir cada muestra con la que le sucede. Dicha unión es necesaria para hacer que la señal vuelva a ser continua en el tiempo. Existen muchas técnicas que hacen esto posible. La más sencilla consiste en mantener el nivel de tensión de una muestra hasta que llegue la muestra siguiente. Otras técnicas más complejas emplean la muestra actual y las muestras anteriores para predecir la siguiente muestra.
Después de este proceso, la señal aún presenta cierto grado de distorsión. Por ello, se suele aplicar un proceso de filtrado que suaviza la señal. Si la frecuencia de muestreo y la resolución han sido apropiadas, la señal resultante será una buena reconstrucción de la señal original.

## Conversor Digital-Analógico (CDA)
Un conversor digital-analógico (CDA) es un dispositivo que convierte señales digitales con datos binarios en señales de corriente o de tensión analógica. Aunque no seamos conscientes, la mayoría usamos algún tipo de convertidor digital analógico en nuestro día a día. Los CDA o DAC en inglés (Digital Analog Converter) se encuentran integrados en los ordenadores, tabletas y teléfonos inteligentes. Es una pieza fundamental para escuchar la música digital, ya que convierte la información digital en las señales analógicas necesarias para que el oído humano las perciba. Cualquier dispositivo que actúe como fuente de un sonido digital, ya sea un reproductor de CD o Bluray, consolas de videojuego o equipos portátiles de audio, necesitan un conversor digital-analógico.
Un CDA se basa en el siguiente diagrama:

El registro acepta una entrada digital, sólo durante la duración de la señal convert. Después de la adquisición, el registro mantiene constante el número digital hasta que se reciba otro comando. Las salidas del registro controlan interruptores que permiten el paso de 0[V] o el valor de la fuente de voltaje de referencia. Los interruptores dan acceso a una red sumadora resistiva que convierten cada bit en su valor en corriente y a continuación la suma obteniendo una corriente total. El valor total alimenta a un amplificador operacional que realiza la conversión a voltaje y el escalamiento de la salida.
Cada resistor de la rama está ajustado según el bit que tenga a la entrada como se muestra en el siguiente esquema:

Luego, la tensión de salida de un conversor de n bits, está dada por:
{\displaystyle v(t)={\frac {R_{f}}{R}}\left({\frac {a_{0}}{2^{n-1}}}+{\frac {a_{1}}{2^{n-2}}}+\cdots +{\frac {a_{n-1}}{2^{0}}}\right)}
Donde cada an representa la información binaria ”0” ó ”1”.

## Conversores Digitales Analógicos Externos
Cualquier dispositivo digital con capacidad para reproducir audio (teléfono móvil, tableta, ordenador, televisor...) lleva un convertidor digital analógico incorporado. El problema es que estas partes no son de mayor interés para los fabricantes, así que por lo general las marcas usan componentes baratos y la conversión digital analógica suele ser francamente mejorable. Para mejorarla existen los conversores digitales analógicos externos. Son unos aparatos (por lo general en forma de cajita) que lo que hacen es mejorar la calidad sonora de esa conversión incrementando la calidad del sonido que proyectará el reproductor de audio del ordenador, móvil, tableta o dispositivo en cuestión. Un conversor digital analógico externo también genera menos ruido o distorsión.